# 玩命颶風
《玩命颶風》（英語：The Hurricane Heist，前稱作）是一部2018年美國災難驚悚片，由羅伯·柯漢執導並與卡洛斯·戴維斯、安東尼·芬頓、傑夫·迪克森和史考特·溫德豪斯共同編劇。電影主演包括托比·凱貝爾、瑪姬·格蕾斯、萊恩·昆坦、瑪莉莎·波洛尼亞和拉爾夫·伊尼森。該片2018年3月9日在美國上映。

## 劇情
故事敘述一支高科技的駭客劫盜團企圖打劫美國沿海造幣廠運送的6億美元舊鈔，但與此同時一場災難性的5級颶風即將襲來。為此，留在荒涼的海邊小鎮的氣象專家威爾、財政部專員凱西和威爾的前海軍陸戰隊哥哥布里茲發現了此事，使他們不僅要在颶風中倖存下來，還要阻止盜賊們得手這場世紀大劫案。

## 演員
| 演員                                    | 角色                              | 簡介                                                     |
| 托比·凱貝爾 Toby Kebbell                | 威爾·拉里吉 Will Rutledge         | 氣象學家，追風者，和兄長意外地捲入了犯罪風波。           |
| 瑪姬·格蕾斯 Maggie Grace                | 凱西·柯賓 Casey Corbyn            | 財政部幹員，握有金庫密碼而成了劫盜團的目標               |
| 萊恩·昆坦 Ryan Kwanten                  | 布里茲·拉里吉 Breeze Rutledge     | 威爾之兄，前海軍陸戰隊隊員，現經營汽修廠。               |
| 拉爾夫·伊尼森 Ralph Ineson              | 康納·帕金斯 Connor Perkins        | 財政部幹員，凱西工作夥伴，實為潛伏在財政部的劫盜團主謀。 |
| 瑪莉莎·波洛尼亞 Melissa Bolona          | 莎夏·范·狄崔奇 Sasha Van Dietrich | 劫盜團成員，和弗雷爾斯負責破解財政部內部系統。           |
| 班·克羅斯 Ben Cross                     | 吉米·狄克森 Sheriff Jimmy Dixon   | 警長，任職於格爾夫波特警局，為劫盜團所收買。             |
| 傑米·安德魯·卡特勒 Jamie Andrew Cutler  | 克萊門特·萊斯 Clement Rice        | 劫盜團成員，桑達之弟，負責突擊行動。                     |
| 克里斯提安·康崔拉斯 Christian Contreras | 蘭迪·莫里諾 Agent Randy Moreno    | 財政部幹員，為劫盜團佔領財政部後所挾持之人質。           |
| 吉米·沃克 Jimmy Walker                  | 桑德·萊斯 Xander Rice             | 劫盜團成員，克萊門特之兄，負責突擊行動。                 |
| 艾德·比爾希 Ed Birch                    | 弗雷爾斯 Frears                   | 劫盜團成員，莎夏的男友，負責駭客作業。                   |
| 茉尤·阿肯戴 Moyo Akande                 | 賈姬 Jaqi                         | 劫盜團成員，帕金斯的愛人，負責突擊行動。                 |

## 製作
主體拍攝於2016年8月29日在保加利亞開始進行。

## 發行
在美國，《玩命颶風》由Entertainment Studios Motion Pictures定於2018年3月9日上映。

### 評價
爛番茄根據28條評論，持有43%的新鮮度，平均得分4.6／10。該片在Metacritic上獲得了34分。據CinemaScore調查，觀眾的評價在A+至F間落於「B-」。

### 票房
在美國和加拿大，《玩命颶風》與《時間的皺摺》、《老闆好壞》、《只殺陌生人》共同上映並競爭；外界預估《玩命颶風》於首週能從2402間戲院中獲得700萬美元的票房收入。美國首週票房達285萬美元，位居當週第九名。

## 外部連結
- 互联网电影数据库（IMDb）上《玩命颶風》的资料（英文）
- Box Office Mojo上《玩命颶風》的資料（英文）
- 爛番茄上《玩命颶風》的資料（英文）
- Metacritic上《玩命颶風》的資料（英文）
- AllMovie上《玩命颶風》的资料（英文）
- 開眼電影網上《玩命颶風》的資料（繁體中文）
- 豆瓣电影上《玩命颶風》的資料 （简体中文）
- 时光网上《玩命颶風》的資料（简体中文）